# Ricky Jay
Richard "Ricky" Jay, född som Richard Potash den 26 juni 1946 i Brooklyn i New York, död 24 november 2018 i Los Angeles, var en amerikansk trollkarl, skådespelare och författare. Han var expert på trolleriets historia och udda underhållningsgrenar.

## Biografi
Ricky Jay föddes som Richard Jay Potash i Brooklyn, New York i en judisk-amerikansk familj. Hans scendebut var i en uppsättning av En midsommarnattsdröm på New York Shakespeare festival. För att försörja sig jobbade han som bartender i Ithaka, New York och inropare på en cirkus.
Jays första kontakt med trolleri var från hans morbror, Max Katz, som introducerade Jay för några av de bästa close-up-trollkarlarna redan vid unga år, bl.a. Dai Vernon och Slydini. Slydini blev senare Jays lärare. Vid 18 flyttade Jay hemifrån för gott, och efter att morbrodern dött bröt Jay kontakten helt med familjen (bortsett från en yngre syster). Han gick senare på flera olika universitet, bl.a. Cornell university, och försörjde sig som försäljare av uppslagsverk, turnerade med en kringresande cirkus och arbetade som revisor.
Samtidigt började han sin karriär som professionell trollkarl och uppträdde bl.a. på The Tonight Show på TV och tillsammans med olika band på turné (inklusive Ike och Tina Turner, Al Jarreau, Emmylou Harris, och Herbie Hancock). När han sedan flyttade till Los Angeles var det delvis för att kunna umgås med Dai Vernon, kallad "Professorn", och Charlie Miller, som Vernon och många andra ansåg vara den bästa fingerfärdighetskonstnären i världen men som alltid levde i Vernons skugga, och senare skulle komma att leva i Jays skugga. Miller blev Jays nästa mentor och fadersfigur.
Redan tidigt i karriären började Jay samla antikvariska böcker om trolleriets historia och närliggande ämnen, bl.a. lurendrejeri och freakshows. Hans samling blev en av de största i världen och han ansågs ha varit en av de främsta experterna i världen. Han var tidigare kurator på Mulholland Library of Conjuring and the Allied Arts. 1985 fick Jay uppdraget att ta hand om den tidigare chefredaktören för trolleritidskriften The Sphinx, John Mulhollands stora samling, vilket han gjorde till 1990 då ägarens affärer började utredas av FBI och samlingen såldes till David Copperfield. Jay blev invald i the American Antiquarian Society och skrev om trolleri i Encyclopædia Britannica.
Jay hade ett antal år en konsultfirma, Deceptive Practices, som försåg filmmakare med kunskap om till exempel trolleri. 
Han var gift med Chrisann Verges. Jay samarbetade ofta med manusförfattaren och regissören David Mamet.

## Rekordhållare
Tidigare stod Ricky Jay i Guinness Rekordbok för att ha kastat ett spelkort 190 fot, med en hastighet av 90 miles i timmen. Numera är rekordhållaren Rick Smith Jr, vars rekord är 216 fot. Ricky Jay har även framträtt med att kasta spelkort in genom skalet på en vattenmelon från tio stegs avstånd.

### Filmografi i urval

#### TV
- The Tonight Show med Johnny Carson (26 oktober 1970)
- Saturday Night Live (1977)
- Learned Pigs and Fireproof Women - 1-timmesprogram (1989)
- Simon Drake's Secret Cabaret (Storbritannien)
- Ricky Jay and His 52 Assistants - 1-timmesversion av hans off-Broadway-föreställning, (HBO, 1996)
- Arkiv X - The Amazing Maleeni  (2000)
- Hustlers, Hoaxsters, Pranksters, Jokesters and Ricky Jay (1996)
- MythBusters - avsnitt 20, "Exploding Jawbreaker, Static Cannon, Deadly Playing Cards."  Ricky demonstrerade kortkastning och hans kast klockades (2003)
- Deadwood (2004)
- Tales From The Crypt
- The Unit (2007)

#### Film
- House of Games (1987)
- Things Change (1988)
- Homicide (1991)
- The Ranger, the Cook and a Hole in the Sky (1995) (TV)
- Konspriationen (1997)
- Boogie Nights (1997)
- Tomorrow Never Dies (1997)
- Magnolia (1999)
- Mystery Men (1999)
- State and Main (2000)
- Heist (2001)
- Heartbreakers (2001)
- Incident at Loch Ness (2004)
- Last Days (2005)
- The Prestige (2006)

## Böcker
- Extraordinary Exhibitions: The Wonderful Remains of an Enormous Head, The Whimsiphusicon & Death to the Savage Unitarians - a collection of 17th, 18th, and 19th-century broadsides
- Jay's Journal of Anomalies
- Dice: Deception, Fate, and Rotten Luck
- Learned Pigs and Fireproof Women
- Cards As Weapons
- Ricky Jay Plays Poker